# Hohwacht (Titterten)
Die Hohwacht befindet sich auf 794 m ü. M. in der Gemeinde Titterten des Kanton Basel-Landschaft in der Schweiz.
Zusammen mit einem Erlebnisweg wurde der Aussichtsturm im Jahre 2013 erstellt. Das Projekt wurde von der Kommission Erlebnisweg Titterten umgesetzt, Erlebnisraum Tafeljura hat das Projekt finanziell unterstützt.
44 Treppenstufen führen zur Aussichtsplattform in ca. 10 Meter Höhe. Da die umliegenden Bäume höher sind als der Aussichtsturm ist die Aussicht sehr begrenzt. 
Die Höhe des Turms wurde absichtlich so gewählt, damit beim Bau ein vereinfachtes Bewilligungsverfahren angewendet werden konnte. Er wurde deshalb auch nicht als eigentlicher Aussichtsturm erstellt, sondern als «Waldbeobachtungsturm».

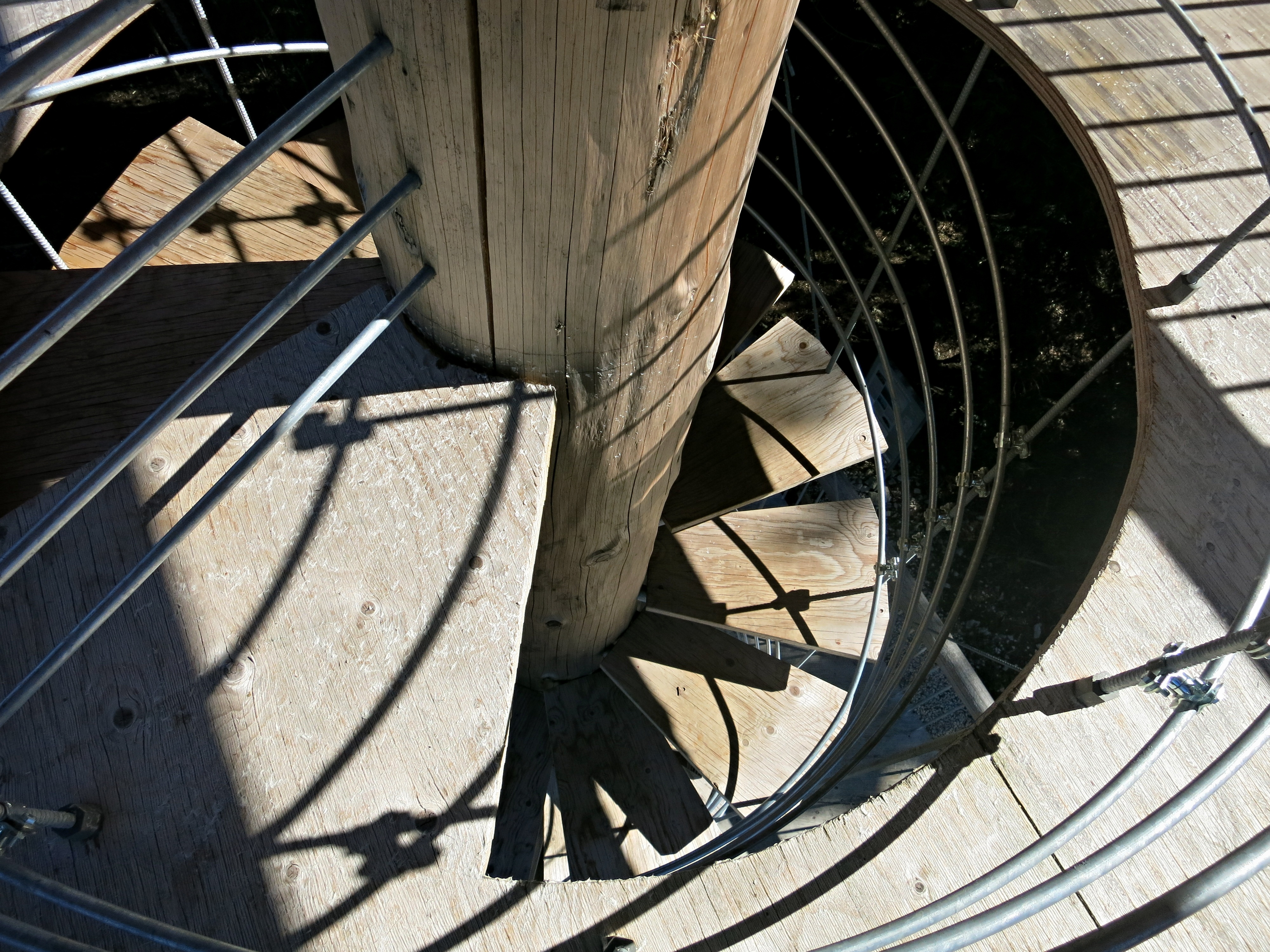
Treppe
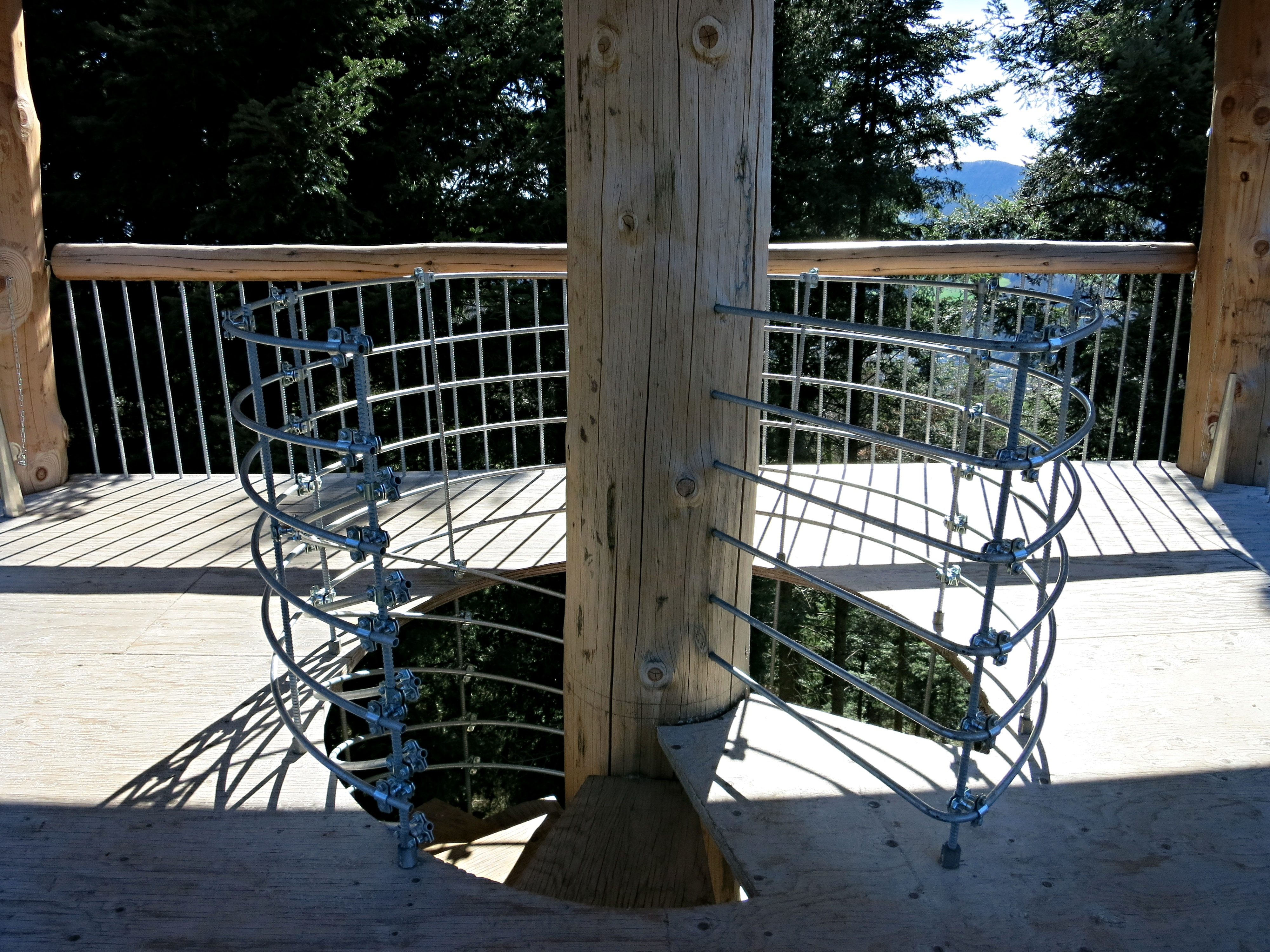
Aussichtsplattform